# Eleccions a la Diputació Provincial de Balears de 1905
Les eleccions a la Diputació Provincial de Balears de 1905 se celebraren el diumenge 12 de març de 1905 per a renovar la meitat del ple de la Diputació Provincial de Balears.
Els tres districtes electorals que votaven diputats en aquestes eleccions eren els de Palma, Inca i Eivissa. El primer incloïa els municipis d'Algaida, Andratx, Banyalbufar, Bunyola, Calvià, Deià, Esporles, Establiments, Estellencs, Santa Eugènia, Fornalutx, Llucmajor, Marratxí, Santa Maria del Camí, Palma, Puigpunyent, Sóller i Valldemossa. El districte d'Inca comprenia els municipis d'Alaró, Alcúdia, Búger, Binissalem, Campanet, Costitx, Escorca, Inca, Sa Pobla, Lloseta, Llubí, Maria de la Salut, Muro, Pollença, Sencelles, Santa Margalida, Selva i Sineu. Per acabar, el districte d'Eivissa abastava els municipis d'Eivissa, Sant Antoni de Portmany, Santa Eulària des Riu, Formentera, Sant Josep de sa Talaia i Sant Joan de Labritja.

## Resultats
| Districte            | Candidats                     | Electe | Partit | Vots  |
| -------------------- | ----------------------------- | ------ | ------ | ----- |
| PALMA (4 diputats)   | Miguel Salom                  | Sí     | PC     | 8.751 |
| PALMA (4 diputats)   | Francesc Socies Clar          | Sí     | PC     | 8.541 |
| PALMA (4 diputats)   | Jeroni Estades i Llabrés      | Sí     | PC     | 7.930 |
| PALMA (4 diputats)   | Miguel Pons Pons              | Sí     | PL     | 7.144 |
| PALMA (4 diputats)   | Lluís Martí i Ximenis         | No     | URM    | 3.468 |
| PALMA (4 diputats)   |                               |        | 35.834 |       |
| INCA (4 diputats)    | Joan Massanet Verd            | Sí     | PC     | 8.212 |
| INCA (4 diputats)    | Pere Llobera Garau            | Sí     | PC     | 8.047 |
| INCA (4 diputats)    | Joaquín Fuster de Puigdorfila | Sí     | PC     | 7.812 |
| INCA (4 diputats)    | Jaime Comas Socías            | Sí     | PL     | 6.235 |
| INCA (4 diputats)    | Fermín Quiñones               | No     | URM    | 1.702 |
| INCA (4 diputats)    |                               |        | 32.008 |       |
| EIVISSA (4 diputats) | Emilio Morales                | Sí     | PC     | 2.481 |
| EIVISSA (4 diputats) | Rafael Moll                   | Sí     | PC     | 2.380 |
| EIVISSA (4 diputats) | José Alcover                  | Sí     | PC     | 2.288 |
| EIVISSA (4 diputats) | Cándido Llombart Sorá         | Sí     | PL     | 1.441 |
| EIVISSA (4 diputats) | Vicente Tur                   | No     | ?      | 867   |
| EIVISSA (4 diputats) | Antonio Serra Torres          | No     | UR     | 704   |
| EIVISSA (4 diputats) |                               |        | 10.161 |       |